# Berezynka
Berezynka (ukr. Березинка) – wieś na Ukrainie, w obwodzie zakarpackim, w rejonie mukaczewskim. W 2001 liczyła 624 mieszkańców, spośród których 597 wskazało jako ojczysty język ukraiński, 18 rosyjski, 3 węgierski, 1 polski, 2 niemiecki, a 3 inny.